# Vicente Gonzaga Doria
Vicente Gonzaga Doria (Guastalla, Sacre Imperi Romanogermànic, 1602 — Salamanca, Corona de Castella, 23 d'octubre de 1694) va ser un militar italià al servei de la Monarquia Hispànica, comanador de Villafranca en l'Orde de Calatrava i gentilhome de càmera de Carles II.
Fou capità general de Galícia entre 1652 i 1658, virrei electe de València sense arribar a prendre possessió del càrrec, virrei de Catalunya entre 1664 i 1667, de Sicília l'any 1668, i governador interí del Consell d'Índies en absència del duc de Medinaceli.
Va ser el vuitè fill de l'I duc de Guastalla Ferrante II Gonzaga i de Maria Vittoria Doria.